# Asen Zlatev
Asen Zlatev, född 23 maj 1960 i Plovdiv, är en bulgarisk före detta tyngdlyftare.
Zlatev blev olympisk guldmedaljör i 75-kilosklassen i tyngdlyftning vid sommarspelen 1980 i Moskva.